# Heather Cameron-Hayes
Heather Cameron-Hayes (Berkshire, 30 settembre 1998) è una cantautrice, attrice e pianista britannica.
È nota per la sua partecipazione nel 2016 al talent show The Voice UK, dove sotto la guida prima del disc jockey Boy George e poi di Paloma Faith, ha raggiunto le semi-finali e si è classificata quinta e per i singoli Rainbow, Fairytale e Creep, primi inediti rilasciati rispettivamente nel 2013, 2014 e 2015. La canzone Fairytale è stato inclusa insieme a diversi brani negli album Voice e, successivamente alla sua ripubblicazione anche in The Songwriters - ART Original Soundtrack, per il quale è stato realizzato un lungometraggio intitolato Songwriters: ART. Ha tra l'altro fatto parte del gruppo musicale a cappella giovanile formato da numerosi allievi della loro scuola, il Wellington College (da cui deriva il nome della band) The Wellingtones, con il quale ha pubblicato un album in studio: Goodnight, Sweetheart, da cui sono stati estratti i singoli Use Somebody, che risale al 2013 e la cover di Somebody That I Used to Know, uscita nel 2015.
Dopo poco più di un mese dalla fine della sua permanenza al programma ritorna a scrivere, produrre e rilasciare nuovi pezzi, il primo dei quali è il singolo inedito Blinded, presentato in anteprima al festival "The Pride of Bracknell Forest 2016".

## Biografia
Nata il 30 settembre 1998 a Berkshire, già da bambina sviluppa e coltiva una passione per la musica, iniziando a frequentare corsi privati di pianoforte e flauto traverso, grazie ai quali riesce a suonare e padroneggiare i due strumenti, parallelamente però allo studio, dato il suo quoziente intellettivo maggiore alla media e perfino al pari di quello di Albert Einstein e superiore di Stephen Hawking. Ha commentato e discusso più volte con i suoi fan su svariati social network della sua esperienza scolastica e dei suoi esami e molti in Inghilterra la riconoscono ormai quindi come "il genio di The Voice", dato che alle Blind Audition ne ha parlato parecchio.
La sua primissima esibizione da solista in pubblico risale al lontano 14 luglio 2010, all'età di undici anni. Aveva eseguito con la voce ed il pianoforte il brano Hometown Glory di Adele in occasione del concerto di fine anno della sua scuola, la Bishopgate School. Un'altra la vede cantare She's Like the Swallow. L'anno seguente, il 6 settembre, si propone nuovamente per il saggio, con un altro singolo della cantante britannica, Someone like You con l'adorato strumento.
Partecipa il 16 ottobre alla fiera di "Young Pianist's Concert" al Norden Farm Centre, Maidenhead, con Elegie del rinomato compositore Chaminade. Il "Carol Concert 2011" l'ha come ospite e lei, in tono lirico, canta The First Mercy, Warlock.
Il 1º luglio 2012 esegue nuovamente come pianista Conchita Reve di Turina durante il "Summer Concert for Nigel Wilkinson", tenutosi nell'istituto scolastico Reading Blue Coat School.
A tredici anni, l'11 luglio 2012, porta al concerto annuale scolastico Chasing Cars degli Snow Patrol, mostrando la crescita del suo timbro, che inizia a presentarsi davvero impressionante e raro.
Il 3 dicembre 2012 con il brano A Spaceman Came Travelling di Chris de Burgh si presenta al Wellington College Junior Concert.
Nel 2014 e nel 2015 davanti oltre quattromila spettatori, alla fiera dello "Speech Day", esegue rispettivamente Someone Like You (con tre ballerini di danza classica nello sfondo) e Set Fire to the Rain. Con i The Wellingtones ne aveva preso parte anche nel 2013.
Il 22 marzo 2014 si presenta al "Crowthorne Community Minibus Concert", ricorrenza del suo college con Don't Let Me Be Misunderstood, famosa canzone di Nina Simone scritta da Bennie Benjamin, Gloria Caldwell e Sol Marcus. Il brano viene portato nuovamente durante un altro suo concerto al "24hr Musicathon", dove l'autrice esegue anche una versione al pianoforte di Spectrum di Zedd.
Il 25 maggio 2013 e il 2 dello stesso mese ma dell'anno successivo prende parte a due eventi che hanno luogo a Wellesley, comune statunitense del Massachusetts: uno è il concorso Wellesley's Got Talent e l'altro è il Wellesley Entertainment Evening, dove si esibisce con una cover eseguita al pianoforte di Happy di Pharrell Williams nella versione della cantante britannica Foxes, che aveva registrato durante un Live Lounge della radio BBC Radio 1 e che ha la base strumentale tratta dal pezzo Teardrop dei Massive Attack.
Ha partecipato nel 2015 al talent show locale Bracknell's Got Talent, dove è diventata una finalista. Per esso ha pubblicato il 12 giugno video di un'intervista su YouTube.
Il 28 febbraio 2016 lo youtuber Amerikano carica il video "Cody Frost Vs Heather Cameron Hayes: Battle Performance - The Voice UK 2016 REACTION!" in cui mostra la sua reazione alla prima visione della performance delle Battle di The Voice UK.
Il 20 ed il 21 aprile dedica due tweet alla morte della comica Victoria Wood e del mondialmente conosciuto artista musicale Prince, aggiungendo al termine di ognuno di essi gli hashtag #RIPVictoria Wood e #RIPPrince. Accade lo stesso anche per il pugile Muhammad Ali, defunto il 4 giugno e definito da lei una vera e propria leggenda (#RIPMuhammadAli).
Tra le sue più recenti cover sono disponibili all'ascolto su YouTube quelle di DNA (Little Mix), Wicked Game (Chris Isaak), Running Up that Hill (Kate Bush), Tainted Love (Soft Cell), Can't Get You out of My Head (Kylie Minogue), Smells Like Teen Spirit (Nirvana) e Babylon (David Gray).

## Carriera

### 2013-2015:Fairytale,RainboweCreep
Nel 2013 la Hayes firma un contratto con la Wellington College Music, etichetta discografica correlata all'omonimo rinomato e molto richiesto istituto britannico in cui lei studia e prende il massimo dei voti e rilascia il singolo di debutto inedito Fairytale, da lei scritto e composto (con la base strumentale formata da lei che suona il pianoforte) e registrato negli Shabby Road Studios nell'aprile dello stesso anno, che riscuote un buon successo. Il pezzo anticipa il primo album in studio da solista della cantante, che esce pochi giorni dopo e viene chiamato Voice.
Con il gruppo musicale a cappella della scuola, i The Wellingtones, (formato dalla Hayes, Michael Ahomka-Lindsay, Chris Davies, Tom Gray, Todd Harris, Kelsey Johnson, Florence Medforth, Helena Morgan, Grace Newey, Alexis Sakellaris e Xavier Iles) pubblica il 3 dicembre il singolo Use Somebody, che contiene anche il brano I Dreamed a Dream, trattato dal film Les Miserables e registrato nell'anno precedente, per poi essere reso disponibile per l'ascolto in anteprima sul profilo SoundCloud dell'istituto. Le due canzoni sono incluse nel loro primo CD di cover Goodnight, Sweetheart, nel quale è presente anche la traccia ispirata ai migliori successi della popstar Michael Jackson e dei The Jackson 5 Michael Jackson Medley, uscito come singolo promozionale il 30 aprile 2013 e formato da I'll Be There, Man in the Mirror, Smooth Criminal, Billie Jean, Thriller e Beat It.
Nell'anno successivo la cantante apre un profilo Soundcloud, attraverso il quale inizia a pubblicare nuovi singoli: le cover in studio di Sweet Dreams degli Eurythmics e Hold On, We're Going Home di Drake e l'inedito Rainbow, che viene elogiato dalla critica per la sua essenza soul e jazz ed un'interpretazione impeccabile. Si credeva che quest'ultimo avrebbe fatto parte del secondo lavoro discografico dell'artista, che ha infine per ragioni tuttora ignote deciso di escluderlo dal progetto e ne ha girato una performance acustica in diretta caricato sul sito di streaming Vimeo e incluso nel documentario cortometraggio a proposito della ragazza The Couch Sessions #2 - Heather, dove la giovane rivela di star registrando nuova musica. A dar vita al video è stato Jack Lidgley, accompagnato dal resto della crew formato dai poco conosciuti Ceri Flook, Sasha Mann, Malindi Kindrachuk, James Steel, Cam Richards, Ben Stanton, Zach Topley Aaran Daniel e Christian Martin.
Contemporaneamente partecipa ad un importante talent show britannico, Open Mic UK (al quale avevano preso parte anche la famosissima cantautrice Birdy in precedenza all'inizio del successo, nel 2008, Lauren Platt prima di The X Factor, nel 2012) e al termine della Live Grand Final della competizione, che ha avuto luogo alla capitale inglese Londra martedì 27 gennaio, si classifica quarta, dietro ai concorrenti Anna Foyle, Yazzy e Tom Auton, nella sua categoria per i minorenni sotto l'età di 16 anni, la "Under 16". Durante le vari fasi del programma, dalla prima, le audizioni, all'ultima, i Live Show settimanali, le era stata concessa la possibilità di esibirsi con re-interpretazioni di brani già esistenti oppure, in base alle preferenze, anche degli inediti, di fronte a degli artisti musicali e dei rappresentanti di alcune rilevanti case discografiche tra cui le major Sony Music, Universal Music Group e Warner Bros. Records.
Nel 2015 viene ripubblicato Fairytale: il brano viene estratto come primo singolo ufficiale dall'album colonna sonora The Songwriters - ART Original Soundtrack. Per la canzone viene anche girato un videoclip che viene distribuito esclusivamente sul sito del progetto come parte di un film dal titolo Songwriters: ART. Esso presenta le interviste, seguite dalle esecuzioni acustiche, davanti ad un alto numero di spettatori, dell'inedito di ciascuno degli artisti dell'istituto (tra cui Coco Worth, Eloise Weeks, Kelsey Johnson, Kyden, Ethan Allington, Sam Clempson, Alex O' Donnell e Will Gubby) dalla durata di 53 minuti uscito il 6 marzo dello stesso anno, registrato nello studio dell'ART School Sound Stage ed è stato realizzato in pochi giorni dai registi Gabriella Farah e Tom Probert, con il supporto aggiuntivo del direttore tecnico James Wilson.
Escono tra l'altro le cover in studio Video Games di Lana Del Rey e il brano Creep, che raggiunge buone posizioni nelle classifiche soul inglesi e viene gradito da importanti personaggi della musica. Il singolo era già stato presentato in anteprima il 4 dicembre 2014 in quanto eseguito dalla Hayes durante un concerto nel Wellington College, performance seguita da quella di Rainbow, pubblicato diversi mesi prima e anche da quella di Somebody That I Used to Know, cover dell'inedito del cantautore belga Gotye, supportato dalla voce di Kimbra, pubblicato il 15 dicembre dell'anno successivo dai The Wellingtones come loro secondo singolo in totale.

### 2016-in corso:The Voice UKeBlinded
Nel 2016 si presenta alle Blind Auditions del talent show inglese The Voice UK, eseguendo Life on Mars di David Bowie. Si girano per lei, nonostante fosse stata molto nervosa e ciò avesse peggiorato l'esecuzione, i giudici Ricky Wilson e Boy George, che sceglie come mentore. Nella fase successiva, le Battle, si scontra con Cody Frost nel brano Nothing Compares 2 U portando alle lacrime il tutore e a tantissimi complimenti dal pubblico e persino dai due conduttori del programma, Emma Willis e Marvin Humes. Il deejay decide di eliminarla dalla competizione per salvare la Frost ma grazie a Paloma Faith, che preme per lei il tasto Steal, l'avventura della sedicenne continua. Ai Knockout porta Holding Out for a Hero di Bonnie Tyler e viene scelta per prendere parte ai quarti di finale in diretta, affiancata da Beth Morris e Jordan Gray. Con l'abbandono della Morris, durante la prima serata si esibisce con Stitches di Shawn Mendes e si salva, potendo passare alle semi-finali, dove canta Sorry con delle modifiche alla performance, che nonostante fosse accompagnata come al solito dal pianoforte prevedeva anche l'allontanamento dallo strumento della giovane e un po' di movimento in più, e viene eliminata, posizionandosi quinta e terminando la sua permanenza nello show.
Il 2 aprile, dopo poche ore dalla sua eliminazione, Aaron Prole rivela la pubblicazione esclusiva per alcuni store digitali e piattaforme online e non di streaming tra cui Bandcamp, Amazon, YouTube, Dailymotion e Vimeo, di una raccolta intitolata All Performances - The Voice UK 2016 contenente come tracce tutte le esibizioni durante il periodo del programma, comprese la Battle con Cody Frost e i brani d'apertura con Jordan Gray e il suo giudice Paloma Faith, delle live serali alle quali ha partecipato. Uno sneak peek della versione in studio di Stitches dalla durata di soli ventisette secondi aveva già precedentemente debuttato sul canale di "Latest World News" il 27 marzo e le versioni complete di Life on Mars e Nothing Compares 2 U erano state distribuite ad alcuni siti esattamente una settimana prima.
Qualche giorno dopo la cantante annuncia di star lavorando a del nuovo materiale, probabilmente anche in collaborazione con la Faith, e di essere ugualmente fiera del risultato da lei ottenuto.
Il 6 aprile il video ufficiale su YouTube di The Voice UK della Battle tra Cody Frost e la ragazza raggiunge un milione di visualizzazioni e tre giorni dopo assiste e commenta in diretta la serata finale dello show, che viene vinto dall'ex-membro dei Liberty X Kevin Simm ed il suo singolo All You Good Friends, acquistato immediatamente dall'artista.
Il 10 aprile viene invece Rachel Ann, una concorrente eliminata durante i Knock Out precedentemente nel team di Ricky Wilson posta su Twitter una foto della Frost e la cantante trattando nella descrizione di una possibile e sperata collaborazione musicale tra le due. Nulla di ufficiale viene nonostante ciò confermato dalla Hayes, che sembra totalmente disinteressata ai rumor nati.
Il 29 aprile, in occasione dei "Pride of Bracknell Forest Awards 2016", al quale partecipa come ospite serale, presenta ed esegue Holding Out for a Hero ed il suo nuovo singolo Blinded: la performance viene commentata dal vivo da moltissimi cantanti e attori di grande fama, tra cui Mike Swift, Sarah Goddard (che le ha realizzato, come dalla ragazza rivelato attraverso alcuni social network, appositamente una silhouette) e le viene perfino dedicato un tweet dalla compagnia Bracknell News, che l'ha adorata durante tutta la sua durata.
Il 1º maggio comunica su Twitter ai suoi seguaci di aver registrato e prodotto gran parte del suo imminente terzo album di inediti con un'etichetta discografica di rilievo, una major, della quale non ha però voluto rivelare il nome, che si presume contenga il brano rilasciato due giorni prima, e di avere l'intenzione di pubblicarlo e continuare a promuoverlo anche con un tour o delle anteprime, magari alcuni singoli, già a partire dall'estate 2016.
Allo stesso tempo le voci "da corridoio" su un lavoro tra la ragazza e la Frost si solidificano ancor di più con l'inserimento, in un articolo di alcuni giornali online inglesi, di alcune frasi che appaiono confermarle ufficialmente. Il singolo potrebbe a detta di alcuni insider dell'ignota casa discografica, chiamarsi The Day Doesn't Kill the Night, ritenuto precedentemente, nonostante rispecchi perfettamente con una metafora il tema dei ceti sociali che si crede venga affrontato dal testo, che è in base a queste fonti scritto da Sia e Kesha o quest'ultima insieme ad una cantautrice circa dal 2014 nota nel settore musicale, Bebe Rexha, autrice di diverse hit, meno improbabile.
Il 14 maggio commenta in diretta per tutta la sua durata il concorso canoro dell'Eurovision Song Contest 2016, tenutosi a Stoccolma, capitale della Svezia, e vinto dall'Ucraina, rappresentata dalla cantante Jamala e il suo brano tanto polemizzato 1944, affermando di non avere grandi preferenze e di non essere stata stupita da nessuna performance, ma di avere l'intenzione di proporsi per il Regno Unito nell'anno successivo, con uno dei tanti pezzi da lei scritti e interpretati, in quanto uno dei suoi più grandi sogni. Il duo, posizionatosi terzultimo, al ventiquattresimo posto, che si era presentato per lo Stato con il singolo You're Not Alone, Joe & Jake, era tra l'altro formato da Joe Woolford e Jake Shakeshaft, due concorrenti eliminati durante i Knock Out e i Live Show di un'edizione di The Voice UK, che potrebbe essere usato per la scelta anche dell'Eurovision Song Contest 2017, e la decisione potrebbe quindi ricadere anche su di lei attraverso le selezioni dell'Eurovision: You Decide.

## Stile musicale e temi
Nell'album d'esordio da solista Voice il genere jazz della Hayes si avvicina molto a quello della storica Etta James e delle sue composizioni, ciò nonostante lei non abbia mai nominato la donna come influenza per la sua musica e il singolo apripista Fairytale riporti le caratteristiche di una ballata al pianoforte moderna, a differenza del successivo Rainbow, nel quale si possono individuare tratti di Katy Perry agli inizi della sua carriera con quindi il suo CD Katy Hudson e di Whitney Houston in pezzi come I Will Always Love You. In entrambi i brani però il tema approfondito si aggira tra l'amore e allo stesso tempo la disperazione, che regna e svolge il ruolo principale a sua volta in Creep, che punta più che altro sulla "gioia di vivere una vita malinconica e monotona", rivelandosi forse tra tutti i suoi inediti il più profondo e vario sia in base al significato sia in base alla tonalità. In seguito alla sua partecipazione a The Voice UK il suo mondo musicale viene stravolto e rivoluzionato con il rilascio di Blinded, che segna una vera e propria nuova era per la cantautrice e viene recensito e apprezzato in modo molto positivo dalla critica sulla rete. A detta di alcuni personaggi di rilievo Heather "sembra aver improvvisamente avuto un colpo al cuore che l'ha portata a scrivere un pezzo ottimamente poco fluido. Un pezzo che riesce però a farsi strada nel corpo di coloro che l'ascoltano e da tali farsi adorare". Secondo altri Blinded è talmente ben fatto da poter essere definito il degno seguito di Life on Mars? di David Bowie e lei un'erede e portatrice del suo stile o anche una versione più rilassata ma altrettanto emotiva di Purple Rain di Prince o la seconda parte mai esistita di Chasing Pavements di Adele.
i The Wellingtones, come gran parte dei gruppi a cappella, presentano nel loro primo lavoro discografico Goodnight, Sweetheart un sound maggiormente pop che in alcune tracce viene totalmente scartato oppure sostituito da delle basi a cori molto lente e per alcuni siti "noiose" e che si ispira probabilmente ad artisti come Michael Jackson, Jess Glynne e i Clean Bandit, nel brano di questi due Rather Be.

### Influenze
Per la sua carriera è stata particolarmente d'ispirazione la cantante britannica Adele, di cui ha realizzato numerosissime cover, tra cui Someone Like You, Hometown Glory e Set Fire to the Rain. La sua voce viene infatti paragonata alla stessa star tanto che Heather è ritenuta anche per caratteristiche fisiche molto simile.
In un'intervista concessa alla BBC in occasione della sua partecipazione ha però rivelato che fanno parte delle sue maggiori influenze anche Florence Welch, cantante dei Florence and the Machine; Delta Goodrem e i Nothing but Thieves. Successivamente ha aggiunto anche JP. Cooper alla lista, rivelando di essere "ossessionata" da alcune sue canzoni.
Tra i suoi artisti preferiti figurano anche i Disclosure, Kwabs, Raleigh Ritchie e Zak Abel. Quest'ultimo è infatti noto nel settore musicale del soul, genere a cui la Hayes si ispira tra l'altro.
La canzone che ama di più è invece Compass di Zella Day. Altre sue preferite sono Wise Enough di Zak Abel & Joker, Grow di Frances, Falling Short di Låpsley, Moondust di Jaymes Young, Savage di Ben Khan e I Couldn't Want You Anyway di Jack Garratt, tutte incluse nelle sue compilation Playlist e Chill (stilizzate PLAYLIST e CHILL).

## Discografia

### Con The Wellingtones

#### Album in studio
- 2013 - Goodnight, Sweetheart

#### Singoli
- 2013 - Use Somebody
- 2015 - Somebody That I Used to Know

### Da solista

#### Album in studio
- 2013 - Voice

#### Colonne sonore
- 2015 - The Songwriters - ART Original Soundtrack

#### Raccolte
- 2016 - All Performances - The Voice UK 2016

#### Singoli
- 2013 - Fairytale
- 2014 - Rainbow
- 2015 - Creep
- 2016 - Blinded

## Filmografia
- The Couch Sessions #2 - Heather - cortometraggio (2013)
- Songwriters: ART - film (2015)
- The Voice UK - talent show (2016)